# Leptostylopsis guanica
Leptostylopsis guanica es una especie de escarabajo longicornio del género Leptostylopsis, tribu Acanthocinini, familia Cerambycidae. Fue descrita científicamente por Micheli & Micheli en 2004.

## Distribución
Se distribuye por Puerto Rico.

## Descripción
La especie mide 6,7-8,7 milímetros de longitud. El período de vuelo ocurre en el mes de marzo.